# Православні церковні свята
Церко́вні свята́ — дні, визначені православною церквою для богослужбового шанування події з життя Христа, Богородиці й святих.
Найбільші Свята звуться також празниками — від церковно-слов'янського слова «празник» (день, вільний від праці), коли вірні зобов'язані утримуватися, як і у неділі, від робіт. На кожне свято Церква має особливу службу, «чинопослідовання», описане у Типикові — уставній богослужбовій книзі.
| Тип свят    | Служба               | Знак Типикону | Особливості | Приклади |
| ----------- | -------------------- | ------------- | --- | --- |
| Пасхалія    | —                    |               | Великоднє богослужіння. Служба найбільш урочиста, майже все співається (мало що читається). | - Пасха; - Світла седмиця - Віддання Пасхи (Великоднє богослужіння з благословення настоятеля). |
| Великі      | Із всенічним бдінням |               | Всенічне бдіння: мала і велика вечірня, бдіння початок вечері, літія в кінці вечірні. | - Дванадесяті свята; - Обрізання Господнє і Василія Великого (1 січня), Покрова Пресвятої Богородиці (1 жовтня), Івана Хрестителя (29 серпня), Апостолів Петра і Павла (29 червня); - Кожну неділю в році. |
| Середні     | Із всенічним бдінням |               | Служиться всеношна з каноном Богородиці на утрені. Немає повечір'я і полунощниці. | - Апостола і Євангеліста Іоанна Богослова, 26 вересня - Свт. Івана Золотоустого, 13 листопада; - Свт. Миколи Чудотворця, 6 грудня; - Храмові (престольні) свята.                                           |
| Середні     | Полієлейна           |               | Служба з полієлеєм ранкової, однак всенішної немає . Уставом передбачаються повечір'я і полуношниця, але в парафіяльній практиці вони майже ніколи не служаться.                                                   | - Дні пам'яті кожного з Дванадцяти апостолів; - Набуття чесної глави Іоанна Предтечі (Перше і друге - 24 лютого, третє - 25 травня); - 40 Севастійських мучеників, 9 березня;                              |
| Малі        | Славослівна          |               | На утрені замість читання щоденного славослів'я співається Велике славослів'я зі святковим закінченням. | - Оновлення храму Воскресіння Христового в Єрусалимі, 13 вересня; - Покладення чесної ризи Пресвятої Богородиці у Влахерні, 2 липня.                                                                       |
| Малі        | Шестерична           |               | Співаються 6 стихир святому на «Господи, взиваю» (якщо в Мінеї наведено лише 3, то вони повторюються двічі). Читаються обидва канони октоїха і канон святому на 6 тропарів: зазвичай 3 тропарі повторюються двічі. | - Праведних Захарії і Єлисавети, 5 вересня; - Прор. Данила і трьох юнаків Ананія, Азарія і Мисаїла, 17 грудня; - Поклоніння чесним веригам ап. Петра, 16 січня.                                            |
| Повсякденні | —                    | без знаку     | Повсякденні служби не є святковими у власному розумінні. Їх іноді називають малими святами тому що кожен день згадується пам'ять тих чи інших малих святих.                                                        | - Мученика архідиякона Євпла, 11 серпня; та ін... - До цього розряду відноситься велика частина пам'ятних днів Місяцеслова.                                                                                |

## Найбільші церковні свята в Україні
Найбільші свята православних церков в Україні та інших церков Східного християнства це — Великдень (Воскресіння Христове) і група дванадцятьох свят:
- Різдво Пресвятої Богородиці (8 вересня);
- Воздвиження Хреста Господнього (14 вересня);
- Введення в Храм Пресвятої Діви Марії (21 листопада);

- Різдво Христове (25 грудня);
- Водохреща — Йордан (6 січня);
- Стрітення (2 лютого);
- Благовіщення (25 березня);
- Вхід Господній у Єрусалим — Вербна неділя;
- Вознесіння (40 днів після Великодня);
- Зелені свята — Неділя Св. Трійці;
- Преображення Господнє — Спаса (6 серпня);
- Успіння Пресвятої Богородиці (15 серпня).

Воскресіння Христове, тобто неділя Пасхи не має окресленої дати, а з року на рік пересувається, щоб випала на першу неділю після повного місяця після або в день весняного рівнодення, і за нею ідуть інші «рухомі» свята (крім того, в Українській Греко-Католицькій Церкві — Свято Пресвятої Євхаристії у другу неділю після Зелених свят).
До великих свят у поодиноких церквах належить ще храмове свято, на пошану святого чи події, яким присвячений храм (церква), а в Українській Греко-Католицькій Церкві - також свято Непорочного Зачаття Діви Марії (9.12). Святкуються також свята, пов'язані з місцевими святими чи історичними подіями (кн. Володимира, 15.7; Покрови, 1.10 та ін.).
З церковним святом деколи збігаються свята народні, як наприклад, святкування зимового циклу з Різдвом — Водохрищами, а весняного — з Великоднем (див. Народний календар).

## Календар рухомих свят
| Рік  | Початок Тріоді | Прощена неділя | Вхід Господній до Єрусалиму | Великдень | Вознесіння Господнє | День Святої Трійці | Петрів піст |
| ---- | -------------- | -------------- | --------------------------- | --------- | ------------------- | ------------------ | ----------- |
| 2010 | 24.01          | 14.02          | 28.03                       | 04.04     | 13.05               | 23.05              | 42 дні      |
| 2011 | 13.02          | 06.03          | 17.04                       | 24.04     | 02.06               | 12.06              | 22 дні      |
| 2012 | 05.02          | 26.02          | 08.04                       | 15.04     | 24.05               | 03.06              | 31 день     |
| 2013 | 24.02          | 17.03          | 28.04                       | 05.05     | 13.06               | 23.06              | 11 днів     |
| 2014 | 09.02          | 02.03          | 13.04                       | 20.04     | 29.05               | 08.06              | 26 днів     |
| 2015 | 01.02          | 22.02          | 05.04                       | 12.04     | 21.05               | 31.05              | 34 дні      |
| 2016 | 21.02          | 13.03          | 24.04                       | 01.05     | 09.06               | 19.06              | 15 днів     |
| 2017 | 5.02           | 26.02          | 9.04                        | 16.04     | 25.05               | 04.06              | 30 днів     |
| 2018 | 28.01          | 18.02          | 1.04                        | 8.04      | 17.05               | 27.05              | 38 днів     |
| 2019 | 17.02          | 10.03          | 21.04                       | 28.04     | 6.06                | 16.06              | 18 днів     |
| 2020 | 9.02           | 1.03           | 12.04                       | 19.04     | 28.05               | 7.06               | 27 днів     |
| 2021 | 21.02          | 14.03          | 25.04                       | 2.05      | 10.06               | 20.06              | 14 днів     |
| 2022 | 13.02          | 6.03           | 17.04                       | 24.04     | 2.06                | 12.06              | 22 дні      |
| 2023 | 5.02           | 26.02          | 9.04                        | 16.04     | 25.05               | 4.06               | 30 днів     |
| 2024 | 25.02          | 17.03          | 28.04                       | 5.05      | 13.06               | 23.06              | -           |
| 2025 | 9.02           | 2.03           | 13.04                       | 20.04     | 29.05               | 8.06               | 13 днів     |
| 2026 | 1.02           | 22.02          | 5.04                        | 12.04     | 21.05               | 31.05              | 21 день     |
| 2027 | 21.02          | 14.03          | 25.04                       | 2.05      | 10.06               | 20.06              | 1 день      |
| 2028 | 6.02           | 27.02          | 9.04                        | 16.04     | 25.05               | 4.06               | 17 днів     |
| 2029 | 28.01          | 18.02          | 1.04                        | 8.04      | 17.05               | 27.05              | 24 дні      |
| 2030 | 17.02          | 10.03          | 21.04                       | 28.04     | 6.06                | 16.06              | 5 днів      |
| 2031 | 2.02           | 23.02          | 6.04                        | 13.04     | 22.05               | 1.06               | 20 днів     |
| 2032 | 22.02          | 14.03          | 25.04                       | 2.05      | 10.06               | 20.06              | 1 день      |
| 2033 | 13.02          | 6.03           | 17.04                       | 24.04     | 2.06                | 12.06              | 9 днів      |
| 2034 | 29.01          | 19.02          | 2.04                        | 9.04      | 18.05               | 28.05              | 23 дні      |
| 2035 | 18.02          | 11.03          | 22.04                       | 29.04     | 7.06                | 17.06              | 4 дні       |
| 2036 | 10.02          | 2.03           | 13.04                       | 20.04     | 29.05               | 8.06               | 13 днів     |
| 2037 | 25.01          | 15.02          | 29.03                       | 5.04      | 14.05               | 24.05              | 27 днів     |
| 2038 | 14.02          | 7.03           | 18.04                       | 25.04     | 3.06                | 13.06              | 8 днів      |